# 炫耀性消費
炫耀型消費（英語：Conspicuous Consumption），也称为炫富，是指以表現財富或收入為目的而花費於商品或勞務的消費行為。
炫耀型消费的目标「炫耀性商品」又稱奢侈品，則是用來突顯身分、地位的商品，例如名贵珠寶、名牌包等物品。商品的價格越貴，则凸显的身份地位越高。故炫耀性消費的消费者会寄望于通过此行為來維護或獲取其期望的社會地位。
一般來說，在需求理論裡頭，價格越高，需求數量相對會越少。但炫耀性商品則剛好是需求理論之例外，因炫耀性商品之消費行為，則是價格越高，需求數量越多，故不符合需求理論之原則。
「炫耀性消費」此一名詞，是經濟學家與社會學家托斯丹·范伯倫（Thorstein Veblen）在其1899年所出版的《有閒階級論》中所提出。
而在服务、教育和人力资本投资方面的消费，以及生活所需的实用物品消费，则被称为非炫耀性消费。

## 線上經濟

### Pay to win
- 網路遊戲免費模式中玩家為了向其他人炫耀自己的角色（又稱課金），願意從商城花下大筆的財富來裝飾並調整自己的角色，其他選擇如花錢可以讓角色的能力大幅提升。[原創研究？]